# 韋爾斯卡鄉

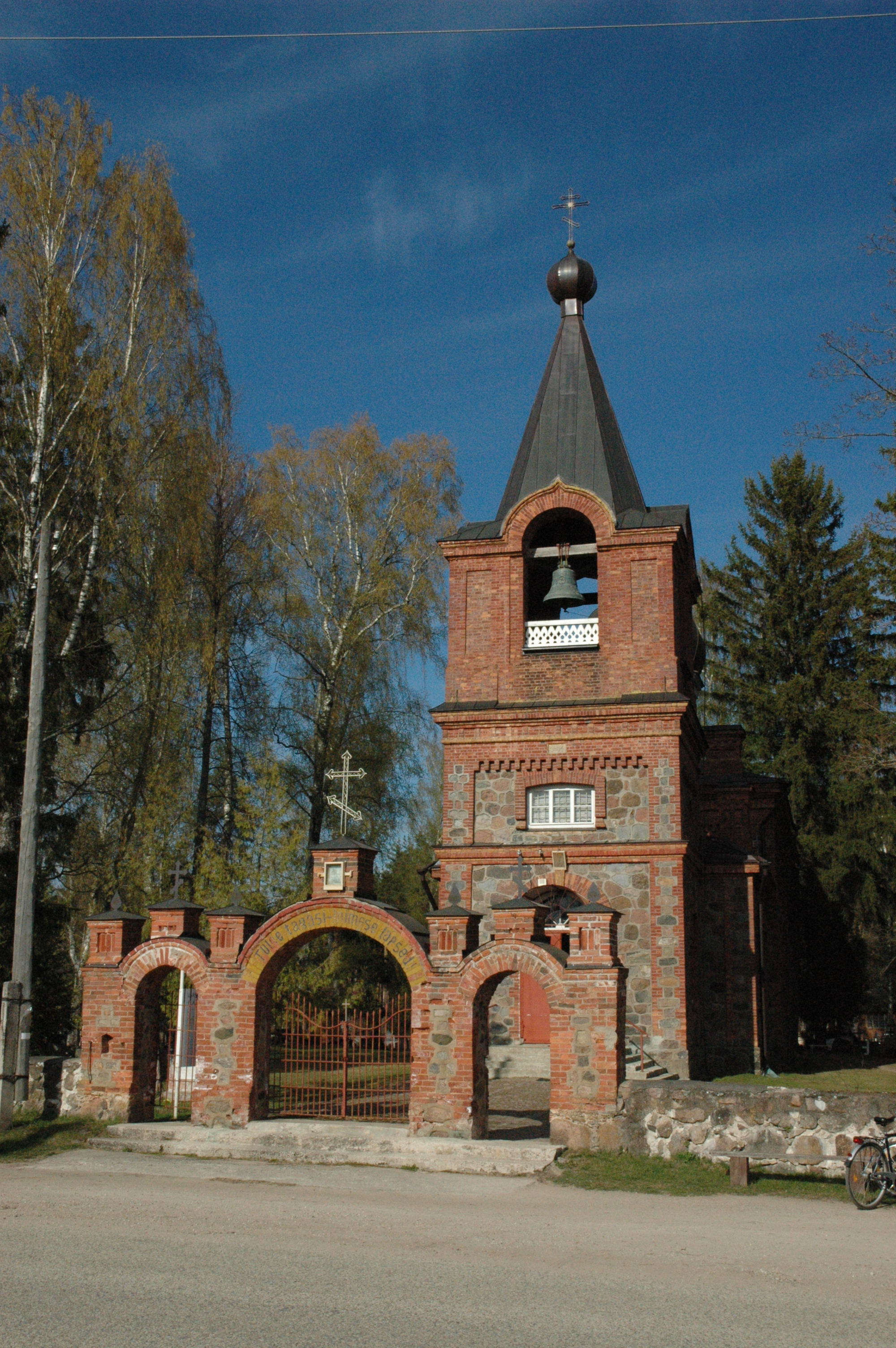
韋爾斯卡东正教堂

韋爾斯卡鄉，曾是愛沙尼亞珀爾瓦縣的一個鄉村型市镇，位於該國東南部，行政中心設於韋爾斯卡，面積188平方公里，2009年人口1,344，人口密度每平方公里7人。
2017年爱沙尼亚行政改革后，韋爾斯卡市镇与其他市镇一起合并为新的塞托马市镇，并从此隶属沃鲁县。
57°57′28″N 27°37′59″E / 57.95778°N 27.63306°E